# 南京六合经济开发区
南京六合经济开发区，是中华人民共和国江苏省南京市六合区的一个开发区。1993年11月，由江苏省人民政府批准成立。开发区的核准面积10平方公里。2016年时，江北新区规划修编，开发区规划面积扩大至25平方公里。同时也是六合区的一个类似乡级单位。
开发区管委会是由中共六合区委、六合区人民政府的派出机构，负责开发区的行政管理。下设八个部门、五个直属事业（企业）单位。管委会与六合区人民政府办公室同处雄州南路268号六合大厦内。

## 行政区划
下辖以下地区：
六合开发区虚拟社区。